# クラーク郡 (ケンタッキー州)

ケンタッキー州内の位置

クラーク郡（Clark County）は、アメリカ合衆国ケンタッキー州の郡である。人口は3万6972人（2020年）。郡庁所在地はウィンチェスターである。名称はアメリカ独立戦争の英雄ジョージ・ロジャース・クラークに由来している。

## 地理
アメリカ合衆国統計局によると、この郡は総面積661 km2 (255 mi2) である。このうち659 km2 (254 mi2) が陸地で2 km2 (1 mi2) が水地域である。総面積の0.33%が水地域となっている。

### 隣接する郡
- バーボン郡  (北)
- モンゴメリー郡  (北東)
- パウエル郡 & エスティル郡  (南東)
- マディソン郡  (南西)
- ファイエット郡  (北西)

## 人口動勢
2000年の国勢調査で、この郡は人口33,144人、13,015世帯、及び9,553家族が暮らしている。人口密度は50/km2 (130/mi2) である。21/km2 (54/mi2) の平均的な密度に13,749軒の住宅が建っている。この都市の人種的な構成は白人93.60%、アフリカン・アメリカン4.77%、先住民0.17%、アジア0.20%、太平洋諸島系0.01%、その他の人種0.53%、及び混血0.71%である。ここの人口の1.19%はヒスパニックまたはラテン系である。
この郡内の住民は24.80%が18歳未満の未成年、18歳以上24歳以下が8.10%、25歳以上44歳以下が30.30%、45歳以上64歳以下が24.30%、及び65歳以上が12.40%にわたっている。中央値年齢は37歳である。女性100人ごとに対して男性は93.60人である。18歳以上の女性100人ごとに対して男性は89.80人である。
この郡内の世帯ごとの平均的な収入は39,946米ドルであり、家族ごとの平均的な収入は45,647米ドルである。男性は35,774米ドルに対して女性は24,298米ドルの平均的な収入がある。この郡の一人当たりの収入 (per capita income) は19,170米ドルである。人口の10.60%及び家族の8.40% は貧困線以下である。全人口のうち18歳未満の14.60%及び65歳以上の11.70%は貧困線以下の生活を送っている。

## 都市及び町
- ウィンチェスター